# Richard Schubert von Soldern
Richard Ritter Schubert von Soldern, někdy též Richard von Schubert-Soldern (14. prosince 1852, Praha – 19. října 1924, Světlá) byl rakouský filosof a zástupce imanentní filosofie Wilhelma Schuppeho.

## Život
V roce 1879 úspěšně zakončil studium na Pražské německé univerzitě s prací na téma korunovace a volba Fridricha II. a v roce 1882 se spisem o trancendenci objektu a subjektu na filosofické fakultě Lipské univerzitě u profesorů Wilhelma Wundta, Moritze Wilhelma Drobische a Maxe Heinzeho (1835–1909).
V roce 1896 byl jmenován mimořádným profesorem, avšak již roku 1898 byl ze zdravotních důvodů propuštěn. Následně vyučoval až do roku 1915 jako gymnazijní profesor na německém gymnáziu v italské Gorici. Zde svou prací ovlivnil Carla Michelstaedtera.

## Myšlenky
Richard von Schubert-Soldern formuloval Schuppeovu imanentní filosofii (vycházející z fenomenologie Edmunda Husserla) jako solopsismus v rovině teoretické, ne však v praxi. Stanovil, že Já jako celkový vztah veškerého obsahu vědomí a tvrdí, že vlastní Já, resp. vnější fyzično, jsou rozpoznatelné pouze jako součást tohoto vztahu.

## Výběr zdíla
- Ueber Transcendenz des Objects und Subjects, 1882
- Grundlagen einer Erkenntnisstheorie, 1884
- Grundlagen zu einer Ethik, 1887